# Sætrebakkane
Sætrebakkane är en tidigare tätort i Ørsta kommun i Møre og Romsdal fylke i västra Norge. Orten ligger vid Europaväg 39, väster om kommunens centralort Ørsta.
2022 räknades orten som en tätort.